# Olea de Boedo
Olea de Boedo ist ein Ort und eine nordspanische Gemeinde (municipio) mit 39 Einwohnern (Stand: 2024) in der Provinz Palencia der Autonomen Gemeinschaft Kastilien-León. 

## Lage und Klima
Olea de Boedo liegt in der altkastilischen Meseta in einer Höhe von ca. 850 m. Die Provinzhauptstadt Palencia befindet sich gut 70 km (Fahrtstrecke) südlich. Das Klima im Winter ist kühl, im Sommer dagegen trotz der Höhenlage gemäßigt bis warm; Niederschläge (ca. 618 mm/Jahr) fallen überwiegend im Winterhalbjahr.

## Bevölkerungsentwicklung
| Jahr      | 1970 | 1981 | 1991 | 2001 | 2011 | 2021 |
| Einwohner | 112  | 64   | 54   | 44   | 37   | 41   |

## Sehenswürdigkeiten

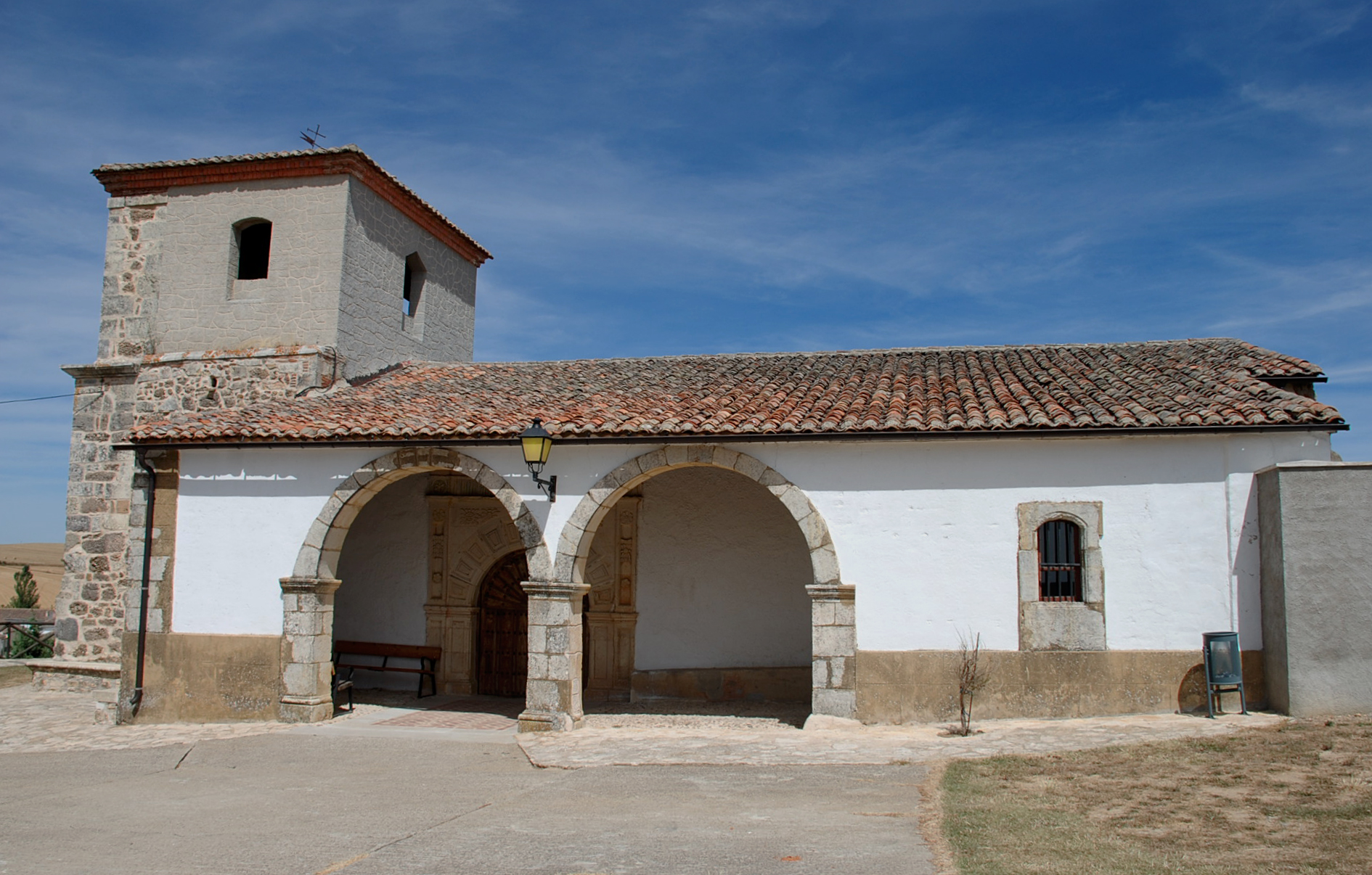
Johannes-der-Täufer-Kirche
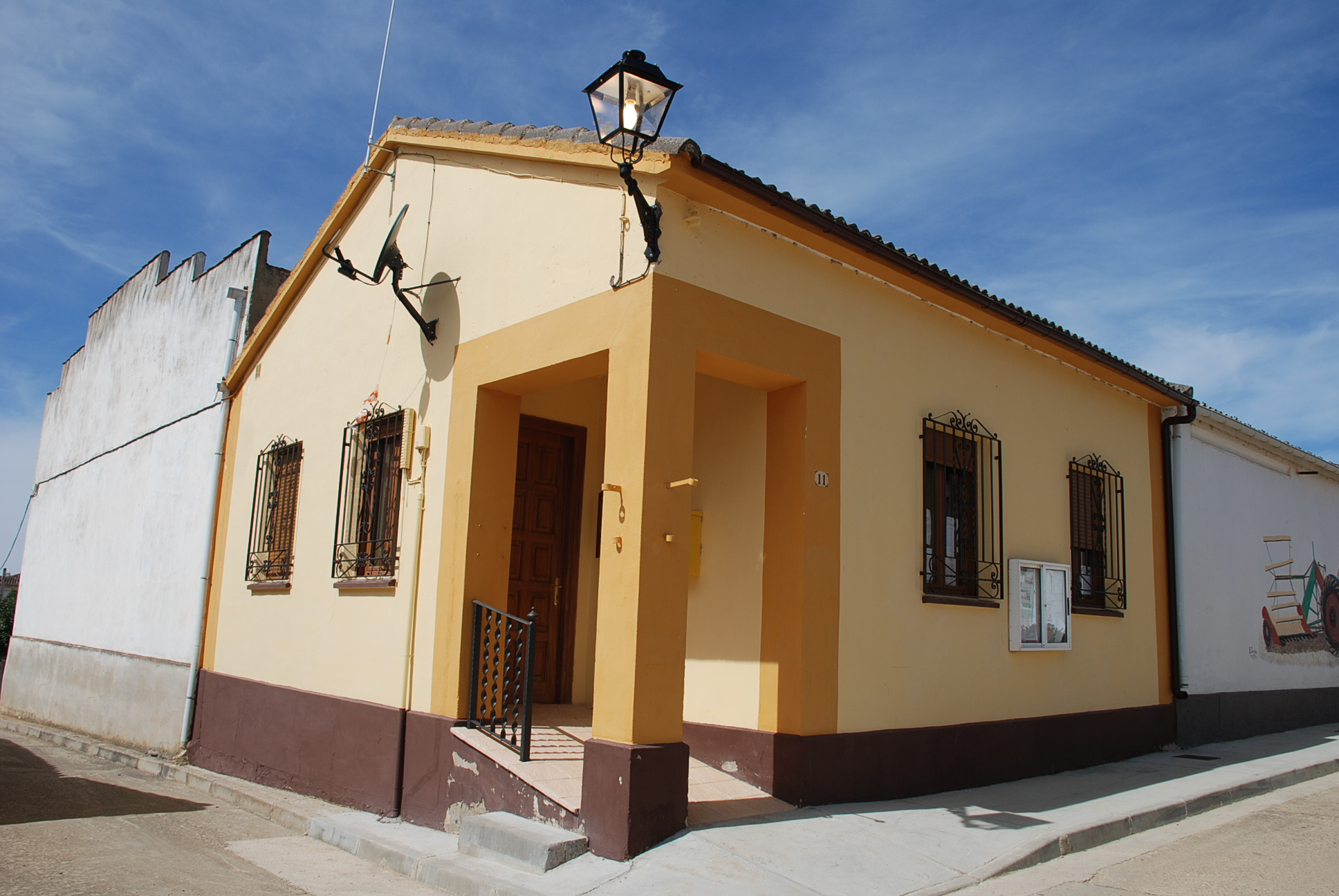
Rathaus

- Johannes-der-Täufer-Kirche
- Rathaus